# Mens Sana Basket 1998-1999
La Mens Sana Basket 1998-1999, sponsorizzata per la prima volta Ducato Gestioni, ha preso parte al campionato professionistico italiano di pallacanestro di Serie A ed alla Coppa Korać.